# Kriti II
Le Kriti II (en grec : Κρήτη ΙΙ, Kríti II) est un ferry de la compagnie grecque ANEK Lines. Construit de janvier à juillet 1979 aux chantiers Koyo Dockyard de Mihara pour la compagnie japonaise Shin Nihonkai Ferry, il portait à l'origine le nom de New Yūkari (ニューゆうかり, Nyū Yūkari). Mis en service en juillet 1979 sur les lignes reliant les îles d'Honshū et d'Hokkaidō par la mer du Japon, il est alors, avec son sister-ship le New Suzuran, le plus grand car-ferry du Japon. Vendu à la compagnie grecque ANEK Lines en 1996, il est renommé Kriti II et exploité à compter de 1997 entre la Grèce et l'Italie. Affecté par la suite en mer Égée sur les liaisons entre Le Pirée et la Crète, il reste employé sur cet axe jusqu'à son retrait en mai 2024. Vendu à la ferraille en mars 2025, il est démantelé cette année-là par les chantiers de démolition d'Aliağa en Turquie. 

## Histoire

### Origines et construction
À la fin des années 1970, l'augmentation du trafic fret et passager sur les lignes de la compagnie Shin Nihonkai Ferry entre Honshū et Hokkaidō nécessite le renfort de nouvelles unités. Depuis le début de ses activités en 1970, la compagnie s'était d'emblée frottée à une demande accrue entre Maizuru, Tsuruga et Otaru et avait aligné entre 1973 et 1977 jusqu'à cinq car-ferries. En 1974 également avait été ouverte une ligne depuis Niigata dans l'optique de faire dévier le flux de passagers et de marchandises, cependant, le récent mais dépassé Ferry Lilac peine à satisfaire la demande. Après le Ferry Hamanasu et le Ferry Akashia livrés respectivement en 1972 et 1973 ainsi que le transfert au sein de la flotte des Ferry Tone et Ferry Tenryu en 1974, Shin Nihonkai passe commande d'une nouvelle paire de car-ferries qui navigueraient entre Tsuruga et Otaru.
Conçus sur la base des navires précédents, les futurs New Suzuran et New Yūkari sont cependant prévus pour être plus imposants, notamment avec leur longueur arrêtée à 190 mètres. À l'inverse de leurs aînés, la capacité de roulage est privilégiée à celle des passagers qui est ainsi réduite à 870 personnes. Avec une surface de 2 268 mètres linéaires sur deux niveaux au lieu d'un seul jusqu'alors, le garage est le plus spacieux sur un car-ferry au Japon, capable de transporter 163 remorques et 40 véhicules de tourisme et accessible par l'arrière et l'avant au moyen de plusieurs accès simultanés. Enfin, les installations destinées aux passagers sont pensées pour offrir toujours plus de confort avec des suites et des cabines en première classe et des couchettes en seconde classe.
Construit par les chantiers Koyo Dockyard de Mihara tout comme son sister-ship, le New Suzuran, le New Yūkari  est lancé le 30 mars 1979. Après finitions, il est livré à Shin Nihonkai le 26 juillet suivant.

### Service

#### Shin Nihonkai Ferry (1979-1996)
Le New Yūkari est mis en service entre Tsuruga et Otaru en juillet 1979. Il rejoint sur cette ligne son jumeau le New Suzuran inauguré quelques mois plus tôt en mai. En 1981, des travaux sont effectuées au niveau du garage afin d'accroître sa capacité qui est ainsi portée à 189 remorques et 85 véhicules.
Le navire poursuit ensuite sa carrière sans incident notable tout au long des années 1980. À partir de la fin de la décennie, la croissance engendrée par la bulle spéculative japonaise vient stimuler le trafic des lignes maritimes vers Hokkaidō. De nouveaux navires plus grands et plus performants sont successivement mis en service. Le New Yūkari et son jumeau apparaissent alors obsolètes, d'autant plus que les exigences des passagers en matière de confort tendent à augmenter. À cela s'ajoute la baisse du prix du carburant à partir de 1993 qui donne alors à Shin Nihonkai la possibilité de mettre en service des navires plus rapides.
Supplantés en juin 1996 par les sister-ships Suzuran et Suisen, le New Yūkari et son jumeau sont tous les deux vendus à la compagnie grecque ANEK Lines.

#### ANEK Lines (depuis 1996)
Réceptionné par ANEK Lines, le navire devient le Kriti II. Après avoir quitté le Japon pour rejoindre la Méditerranée, le car-ferry subit quelques modifications aux chantiers de Pérama afin d'être adapté aux normes européennes. Les locaux communs et les cabines sont également réorganisés et un bar lido avec piscine est aménagé à l'arrière du pont 7. Sa capacité d'emport est augmentée au détriment de sa capacité de roulage qui est légèrement réduite. Toutes ces modifications seront aussi effectuées à bord de son sister-ship qui prendra le nom de Kriti I.
Le Kriti II est mis en service en juin 1997 entre la Grèce et l'Italie. Il vient renforcer la desserte des deux pays dans un contexte où les guerres de Yougoslavie avaient eu pour principal effet de faire dévier le flux de passagers et de marchandises transitant habituellement par la terre vers les routes maritimes. Mais malgré les moyens déployés, la flotte d'ANEK se révèle bien moins performante que celles de ses concurrents.
Remplacé à partir de l'été 2001 par les nouveaux Olympic Champion et Hellenic Spirit, le navire conserve néanmoins son affectation vers l'Italie, mais cette fois-ci à destination de Trieste. À partir de 2002, il est transféré en mer Égée sur les lignes entre Le Pirée et la Crète.
En juillet 2006, le navire est affrété pour évacuer des ressortissants italiens et grecs du Liban en marge du conflit israélo-libanais. Le navire reprend par la suite son service entre la Grèce et l'Italie.
Dans la nuit du 19 au 20 novembre 2012, le Kriti II est victime d'un incendie au niveau de son garage supérieur alors qu'il se trouve au large de Patras. Le navire parvient cependant à rejoindre le port et à débarquer ses passagers en toute sécurité avant que l'incendie ne soit finalement éteint. Le Kriti II prend ensuite la direction de Syros afin d'être réparé.
Pendant quelques années, le Kriti II servira de navire de réserve et remplacera les autres unités de la flotte durant leurs arrêts techniques. En 2014, la compagnie Algérie Ferries envisage un temps de l'affréter durant la saison estivale avant que le projet ne soit entaché en raison d'une avarie au niveau de ses moteurs.
Le navire reprendra par la suite un service plus régulier sur les lignes à destination de la Crète jusqu'en 2020. Désarmé à Perama et utilisé sporadiquement pendant trois ans, il bascule finalement en 2023 sur la desserte d'Héraklion depuis Le Pirée à titre principal en remplacement de son jumeau, retiré du service. Cette même année, ANEK Lines est rachetée par le groupe Attica, propriétaire entre autres de la compagnie Superfast Ferries. Cet évènement aura une incidence sur la suite de la carrière du Kriti II, qui est alors le plus ancien navire d'ANEK Lines en service. Maintenu dans un premier temps sur sa ligne habituelle, le navire est cependant retiré du service en mai 2024 en raison du retour du car-ferry Asterion II au sein de la flotte d'ANEK. Un projet d'armement du Kriti II sur une ligne de fret sera un temps évoqué par le groupe Attica mais ne sera toutefois jamais concrétisé. Désarmé dans un premier temps dans l'enceinte des chantiers ONEX à Éleusis, le navire est transféré dans le golfe éponyme aux côtés de son sister-ship et arrimé à ce dernier en attendant d'être statué sur son sort. Vendu à la démolition pour 3,6 millions de dollars au début du mois de mars 2025, il quitte la Grèce en remorque le 21 mars pour rejoindre la Turquie. Échoué le 23 mars sur les plages d'Aliağa, il est démantelé au cours des mois suivants.

## Aménagements
Le Kriti II possède 8 ponts. Si le navire s'étend en réalité sur 9 ponts, l'un d'entre eux est inexistant au niveau du garage afin de permettre au navire de transporter du fret. Les locaux passagers occupent les ponts 5, 6 et 7 tandis que les ponts 5, 4 et 3 sont consacrés à l'équipage. Les ponts 3 et 4 abritent quant à eux les garages.

### Locaux communs
Durant sa carrière sous pavillon japonais, le New Yūkari était équipé d'un restaurant, d'un grill, d'un salon et d'une salle de Mahjong sur le pont B et d'un bar-spectacle avec piste de danse et des bains publics sur le pont A.
Sous le nom de Kriti II, le car-ferry dispose à présent d'un bar-salon, d'un restaurant et d'un self-service sur le pont 6 ainsi qu'une discothèque et un bar-lido avec piscine sur le pont 7.

### Cabines
Durant la période japonaise du navire, les installations étaient séparées en deux classes. En 1re classe, le navire proposait deux suites de deux places, vingt chambres spéciales de style japonais ou occidental à deux, 26 chambres classiques à deux et 26 autres à quatre. En 2de classe, les passagers étaient logés dans dix chambres de 25 places et un dortoir de 180 places.
En 1996, les travaux entrepris par ANEK Lines voient la suppression des installations de seconde classe et la création de 134 cabines de deux à quatre couchettes toutes dotées de sanitaires comprenant douche, WC et lavabo. La plupart de ces cabines se situent à l'avant du pont 6 mais certaines se trouvent sur les ponts 7 et 5.

## Caractéristiques
Le Kriti II mesure 191,80 mètres de long pour 29,44 mètres de large, son tonnage était à l'origine de 16 239 UMS, il baissera légèrement à 14 624 UMS à la suite d'une refonte en 1981 avant d'être finalement porté à 27 239 UMS après les travaux de transformation entrepris par ANEK en 1996. Dans sa configuration initiale, il pouvait embarquer 870 passagers et possédait un spacieux garage de 2 268 mètres linéaires de fret pouvant contenir 163 remorques et 40 véhicules puis 189 remorques et 85 voitures après la refonte de 1981. Depuis 1996, il peut accueillir 1 600 passagers et 600 véhicules. Il était initialement accessible par trois portes rampes, deux portes axiales situées à la poupe l'une située à la proue donnant accès au garage principal et une porte de coupée latérale située à la poupe du côté tribord donnant accès au garage supérieur. Depuis son passage sous pavillon grec, l'accès au garage se fait au moyen de deux portes rampes arrières, la porte avant et la porte latérale ont pour leur part été condamnées. La propulsion du Kriti II est assurée par deux moteurs diesels Mitsubishi-MAN 16V52 développant une puissance de 23 875 kW entrainant deux hélices faisant filer le bâtiment à une vitesse de 22,5 nœuds. Il est en outre doté d'un propulseur d'étrave ainsi qu'un stabilisateur anti-roulis. Les dispositifs de sécurité étaient à l'époque essentiellement composés de radeaux de sauvetage mais aussi d'une embarcation semi-rigide de secours. Depuis 1996, le navire est équipé de quatre embarcations de sauvetage fermées de taille moyenne.

## Lignes desservies
Au début de sa carrière, le New Yūkari desservait les lignes inter-îles japonaises de Shin Nihonkai Ferry entre la côte nord-ouest d'Honshū et Hokkaidō sur la route Tsuruga - Otaru.
À partir de 1997, sous les couleurs d'ANEK Lines, le Kriti II est dans un premier temps affecté entre la Grèce et l'Italie sur la ligne Patras - Igoumenitsa - Ancône avant d'être exploité en 2001 sur la ligne Patras - Igoumenitsa - Trieste. Il sera ensuite placé en 2002 entre Le Pirée et Héraklion en Crète. Il retournera périodiquement naviguer entre la Grèce et l'Italie en basse saison en remplacement des autres navires habituellement affectés.